# Nationalsozialistische Filmpolitik

Logo der 1942 verstaatlichten Universum Film AG

Die nationalsozialistische Filmpolitik wurde im Wesentlichen nach der Machtübernahme Hitlers und seiner NSDAP zur Errichtung einer völkisch-nationalistischen Diktatur im Deutschen Reich betrieben (vgl. Zeit des Nationalsozialismus). Sie ist untrennbar mit Joseph Goebbels’ Reichsministerium für Volksaufklärung und Propaganda verbunden. Goebbels ernannte sich selbst zum „Schirmherrn des deutschen Films“, der durch eine Vielzahl von Maßnahmen wie Steuerung und Kontrolle der Filmproduktion, Zensur, „Arisierung“, Repressionen sowie Förderung einzelner Künstler und Unternehmer die deutsche Filmindustrie zu einem wichtigen Teil des NS-Propagandaapparates machte. Da Unterhaltung im Nationalsozialismus eine politische Funktion hatte, ist es kein Widerspruch, dass die Mehrzahl der Spielfilme im Dritten Reich scheinbar unpolitischer Natur war.
Nachdem die NSDAP bereits in der Stummfilmzeit Erfahrung mit der Produktion von Wahlkampffilmen gesammelt hatte, konzentrierte sich die nationalsozialistische Filmpolitik nach dem Regierungsantritt (1933) auf die Gleichschaltung und Indienstnahme der deutschen Filmindustrie. Dieser Gleichschaltungsprozess verlief außerordentlich erfolgreich und integrierte 1938 auch die Filmwirtschaft des angeschlossenen Österreichs (Ostmark bzw. Alpen- und Donaugaue). Der Prozess erreichte seinen Abschluss 1942 mit der Gründung des staatsmonopolistischen UFA-Konzerns. Über alle politischen Ziele hinaus waren Joseph Goebbels, Hermann Göring und Adolf Hitler vom Film auch persönlich fasziniert.

## Ziele der nationalsozialistischen Filmpolitik
Goebbels sah das Medium Film als ein wirkungsvolles Werbemittel, das dem nationalsozialistischen Regime Glamour verleihen sollte. Eine Filmlandschaft, in der die NSDAP und ihre Tagespolitik allgegenwärtig gewesen wäre, hätte dieses Ziel kaum erreicht. Die offene Propaganda fand ihren Platz in Wochenschauen, Lehr- und Dokumentarfilmen. Im Spielfilm erscheinen die NSDAP und ihre Symbole bzw. Organisationen – wie SA, Hitler-Jugend oder Reichsarbeitsdienst – nur vereinzelt. Selbst die so genannten Propagandafilme politisch linientreuer Regisseure wie Veit Harlan oder Karl Ritter bildeten gegenüber der Flut der mehr oder weniger leichten „Unterhaltungsfilme“ eine Minderheit von weniger als 20 %.

## Vorgeschichte
Bereits lange vor 1933 hatte die NSDAP begonnen, den Film als mediale Ausdrucksform für ihre Zwecke zu nutzen. So besaß die im Juni 1926 eingerichtete Reichspropagandaleitung der NSDAP ein „Amt Film“, das den Einsatz von Propagandafilmen vorbereitete. 1927 wurde der erste parteiamtliche Film über einen Nürnberger Parteitag – Eine Symphonie des Kampfwillens – produziert. Nachdem solche Filme anfangs nur für die interne Verwendung hergestellt worden waren, übernahm im November 1930 die neu gegründete Reichsfilmstelle der NSDAP die Produktion und Verbreitung von Filmen, die nun auch zur Wahlkampfwerbung eingesetzt wurden.

## Behörden und Dienststellen
Nach dem Machtantritt der NSDAP im Januar 1933 liefen die Fäden der nationalsozialistischen Filmpolitik vor allem in zwei Behörden zusammen: in der Abteilung Film des Reichsministeriums für Volksaufklärung und Propaganda und in der Reichsfilmkammer. Einfluss nahmen jedoch auch die Reichskulturkammer und das Amt Film der Reichspropagandaleitung der NSDAP. Goebbels stand all diesen Behörden und Dienststellen vor. Daher konnte er – dem nationalsozialistischen Führerprinzip entsprechend – in einer Fülle filmischer und filmpolitischer Belange direkt entscheiden; die eigentlich zuständigen Stellen musste er nicht anhören. Einfluss nahm er überliefertermaßen auf die Rollenbesetzung mancher Filme; auch bei der Filmzensur und der Filmprädikatisierung hatte er das letzte Wort. In welchem Umfang Goebbels diese Sonderbefugnisse angesichts seiner Arbeitsbelastung tatsächlich in Anspruch nahm, ist heute jedoch umstritten.
Der einzige Bereich, für den ein anderes Reichsministerium die Kompetenzen besaß, war der Unterrichtsfilm. Hier entschieden Kultusminister Bernhard Rust und die von ihm eingerichtete Reichsstelle für den Unterrichtsfilm.

## Filmpolitische Maßnahmen (Übersicht)
Die wichtigste Maßnahme zur politischen Indienstnahme und Gleichschaltung des Films im deutschen Reich zwischen 1933 und 1945 war die Unterstellung unter das Reichsministerium für Volksaufklärung und Propaganda. Das Propagandaministerium war dadurch vom März 1933 an mit einem Kompetenzmonopol ausgestattet. Es musste keine Einmischungen aus anderen Ministerien erdulden und konnte eine hocheffiziente Filmpolitik verwirklichen.
Ein großer Teil der filmpolitischen Maßnahmen der NSDAP zielte auf eine Umstrukturierung der Filmwirtschaft ab. Durch staatliche Eingriffe konnte die Branche nach und nach vollständig saniert und damit zu einer schlagkräftigen Propagandaindustrie ausgebaut werden. Der erste Schritt bestand in der Gründung der Filmkreditbank GmbH, mit deren Hilfe politisch linientreuen Produktionsgesellschaften finanzielle Aufbauhilfen zugeschoben wurden. Da eine zusammengefasste Filmindustrie nicht nur effizienter funktionieren würde als eine unübersichtliche Landschaft aus Hunderten von Kleinunternehmen, sondern auch leichter zu kontrollieren und zu steuern wäre, folgte dann die radikale Konzentration des gesamten Produktions- und Verleihsektors. Von über 100 Produktionsgesellschaften, die zwischen 1930 und 1932 in der Weimarer Republik aktiv gewesen waren, blieb 1942 nur noch ein einziges Unternehmen – der staatseigene Ufi-Konzern (Ufa-Film GmbH) – übrig. Über die Zwangskonzentration hinaus hatte die nationalsozialistische Politik von vornherein im Sinn, der deutschen Filmwirtschaft die europäischen Absatzmärkte zu sichern und sie von der existenzbedrohenden US-amerikanischen Konkurrenz zu befreien. Diesem Ziel diente 1935 die Gründung einer Internationalen Filmkammer. Auch der deutsche Invasionskrieg ab 1939 war für die deutsche Filmindustrie – wirtschaftlich gesehen – ein Glücksfall. Denn in den besetzten Ländern wurden nicht nur deutsche Filme mit Profit vermarktet, sondern auch die Produktionseinrichtungen geraubt und der deutschen Filmindustrie einverleibt. Diese protektionistische Politik dankte die „gesund“ geschrumpfte Filmbranche dem nationalsozialistischen Regime mit bedingungsloser Loyalität.
Über die Förderung der Filmindustrie hinaus kam es auch zu direkten Gleichschaltungsmaßnahmen. So wurde ein Reichsfilmdramaturg eingesetzt, der sämtliche Drehbücher, Manuskripte und Filmentwürfe noch vor Produktionsbeginn zu prüfen hatte. Die Filmzensur, die bereits in der Weimarer Republik bestanden hatte, wurde fortgeführt und verschärft. Von 1934 an konnten auch solche Filme verboten werden, die in den Augen der Staatsführung geeignet waren, „das nationalsozialistische, religiöse, sittliche oder künstlerische Empfinden zu verletzen, verrohend oder entsittlichend zu wirken, das deutsche Ansehen oder die Beziehungen Deutschlands zu auswärtigen Staaten zu gefährden“. Gesellschaftskritische Filme wie Kuhle Wampe oder: Wem gehört die Welt? (1932) oder Robert Siodmaks Voruntersuchung (1931), aber auch filmhistorisch bedeutende Filme von Fritz Lang und Georg Wilhelm Pabst durften nicht mehr gezeigt werden. Aufgrund der sehr wirksamen Vorzensur war es praktisch ausgeschlossen, dass neue, politisch missliebige Filme überhaupt noch fertiggestellt wurden. Manche Filme, die zur Drehzeit noch als unbedenklich gegolten hatten, wurden nach ihrer Fertigstellung jedoch verboten, weil sie angesichts einer politischen Lage, die sich inzwischen verändert hatte, nicht mehr opportun erschienen. Dies gilt z. B. für den 1935 fertiggestellten Film Friesennot, der nach dem Hitler-Stalin-Pakt ein merkwürdiges Licht auf die zeitweilig vorgegebene Freundschaft des Deutschen Reiches zur UdSSR geworfen hätte.
Auch die Filmkritik wurde schließlich verboten. Die Produktion politisch erwünschter Filme sollte durch die Einführung neuer Filmprädikate und die Vergabe eines nationalen Filmpreises („Deutscher Staatspreis“) gefördert werden. Auf eine personelle Gleichschaltung zielten die Zwangserfassung der in der Filmbranche Tätigen in nationalsozialistischen Berufsverbänden (Reichsfachschaft Film) und die Einrichtung einer staatlichen Ausbildungseinrichtung für linientreue Filmkünstler (Deutsche Filmakademie Babelsberg) ab. Alle Personen, die im Deutschen Reich beim Film tätig waren, mussten Mitglied in der Reichsfachschaft sein. Unerwünschten Personen wie Regimekritikern oder Juden wurde die Mitgliedschaft verweigert, was einem Berufsverbot gleichkam.

## Filmproduktion

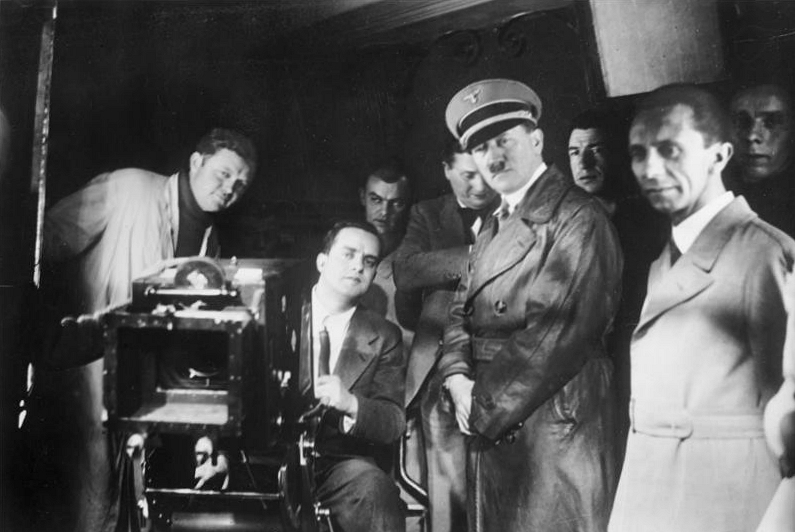
Adolf Hitler und Joseph Goebbels während einer Besichtigung der UFA-Studios, 1935

Die deutsche Filmindustrie geriet Mitte der 1930er Jahre in ihre bis dahin schwerste Krise. Das hatte mehrere Ursachen. Erstens hatten viele der besten Filmkünstler das Reich nach dem Machtantritt Hitlers verlassen; andere waren von der Reichsfilmkammer unter Berufsverbot gestellt worden. Ersatz war nicht leicht zu beschaffen. Zweitens stiegen die Gagen der verbliebenen Filmkünstler und damit die Filmherstellungskosten, und zwar zwischen 1933 und 1936 um 95 %. Häufig gelang es nicht, die hohen Produktionskosten in den Kinos wieder einzuspielen. Drittens wurden Filme aus dem Reich im Ausland zunehmend boykottiert, sodass die Exportzahlen dramatisch sanken. Hatte der Export 1933 noch 44 % der Herstellungskosten gedeckt, so waren es 1935 noch 12 % und 1937 nur noch 7 %.
Mehr und mehr Filmproduktionsunternehmen gingen in Konkurs. Von den 114 deutschen Produktionsgesellschaften, die in den Jahren 1933–1935 Spielfilme hervorgebracht haben, arbeiteten in den Jahren 1936–1938 noch 79. 1939 traten noch 32, 1940 25 und 1941 16 Unternehmen in Erscheinung. Die Gesamtzahl der produzierten Filme sank dadurch keineswegs, denn den wenigen verbliebenen Unternehmen ging es immer besser, und sie produzierten immer mehr Filme.
Goebbels ging noch weiter und ließ durch eine private Holdinggesellschaft, die Cautio Treuhand GmbH, die Aktienmehrheiten aller verbliebenen Filmproduktionsgesellschaften aufkaufen. 1937 erwarb die Cautio die größte deutsche Filmgesellschaft, die Ufa-Film GmbH, die 1942 mit den fünf daneben noch verbliebenen Unternehmen – Terra Film, Tobis-Tonbild-Syndikat, Bavaria, Wien-Film und Berlin-Film – zum UFI-Konzern zusammengeschlossen wurde.
Die Filmproduktion war damit praktisch verstaatlicht, behielt aber – anders als z. B. in der Sowjetunion unter dem Stalinismus – ihre privatwirtschaftliche Struktur. Zwar wurde zur Unterstützung der Filmindustrie die Filmkreditbank GmbH eingerichtet, diese trieb ihre Geldmittel jedoch bei privaten Investoren auf. Eine staatliche Bezuschussung der Filmindustrie gab es im Nationalsozialismus nicht. Die Filmindustrie war damit weiterhin gezwungen, sich zu rentieren und die Erwartungen des Kinopublikums zu befriedigen. Kassenergebnisse spielten selbst dann eine vorrangige Rolle, wenn der NSDAP an Filmprojekten besonders gelegen war.
In den Produktionsgesellschaften wurde unter dem Nationalsozialismus das Führerprinzip eingeführt. Während der Regisseur für die künstlerische Gestaltung des Filmvorhabens verantwortlich war, kümmerte der Herstellungsgruppenleiter sich um alle nichtkünstlerischen Belange. Beiden übergeordnet war der Produktionschef, der das Jahresprogramm der Filmgesellschaft ausarbeitete und die Stoffe vorgab. Von 1942 an war den Produktionschefs wiederum ein Reichsfilmintendant übergeordnet. Ganz im Sinne des Führerprinzips hat Joseph Goebbels sich in praktische Produktionsfragen häufig auch direkt eingeschaltet.

## Filmverleih und Bildstellen
Eine Konzentration wurde auch im Verleihsektor herbeigeführt. Die Deutsche Filmvertriebs GmbH (DFV), eine Tochtergesellschaft der verstaatlichten Ufa mit Sitz in Berlin, löste 1942 alle bis dahin noch bestehenden Verleihunternehmen ab.
Das System der Bildstellen, das bereits in der Weimarer Republik bestanden hatte, wurde der Reichsstelle für den Unterrichtsfilm unterstellt und weiter ausgebaut. 1943 gab es im Reichsgebiet 37 Landesbildstellen, zu denen ein Subsystem von 12.042 Stadtbildstellen gehörte. Parallel bestand das Bildstellennetz der Reichspropagandaleitung, die bereits 1936 über 32 Gau-, 171 Kreis- und 22.357 Ortsgruppenfilmstellen verfügte. Diese Bildstellen hatten gut sortierte Filmlager und verliehen auch transportable Projektoren für 16-mm-Filme, mit denen in Schulräumen, in den Seminarräumen der Universitäten und bei Heimabenden Filme vorgeführt werden konnten.

## Kinos und Publikum
Anders als im Produktions- und Verleihsektor fand bei den Lichtspielhäusern keine Verstaatlichung statt. Abgesehen von der Ufa-Kino-Kette waren die meisten der 5506 Lichtspieltheater, die 1939 im sog. Altreich (ohne Österreich und Sudetenland) existierten, Kleinunternehmen in privater Hand.
Die unternehmerische Freiheit dieser Kinos war durch Gesetze und durch Anordnungen der Reichsfilmkammer allerdings stark eingeschränkt. Vorgeschrieben war z. B. ein Beiprogramm aus Kultur- bzw. Dokumentarfilm und Wochenschau. Festgelegt war auch, dass an bestimmten Feiertagen ernste Filme gezeigt werden mussten. Mit dem Gesetz über die Vorführung ausländischer Bildstreifen vom 23. Juni 1933 war die Reichsregierung auch ermächtigt, die Vorführung ausländischer Filme zu verbieten. Bereits aus der Weimarer Republik stammte eine Kontingentregelung, die festlegte, wie viele ausländische Filme importiert werden durften. Nach Beginn des Zweiten Weltkrieges wurde der Import von Filmen aus bestimmten Ländern erstmals ganz verboten. Ab 1941 z. B. durften in deutschen Kinos keine amerikanischen Filme mehr gezeigt werden.
Die nationalsozialistische Medienpolitik setzte ganz auf die emotionale Wirkung, die das Ansehen von Spielfilmen und Wochenschauen in großen, vollbesetzten Kinosälen auf den einzelnen Menschen ausübte. Auch in Kasernen und Betrieben wurden daher Filmprogramme veranstaltet. Das Massenerlebnis verstärkte die Effekte der Propaganda, besonders beim jugendlichen Publikum. Um alle Altersgruppen mit der Filmpropaganda erreichen zu können, wurde mit dem Lichtspielgesetz vom 16. Februar 1934 die bis dahin noch bestehende Altersgrenze von 6 Jahren für Kinobesuche aufgehoben.
Der Hitler-Jugend wurden Kinosäle für die so genannten Jugendfilmstunden zur Verfügung gestellt. Um auch ländliche Gegenden mit Filmprogrammen versorgen zu können, stellte die Reichspropagandaleitung Tonfilmwagen zur Verfügung, die alles Gerät enthielten, das gebraucht wurde, um Filmveranstaltungen z. B. in Sälen von Gastwirtschaften durchzuführen. Dann fand nachmittags eine Filmveranstaltung für die Hitler-Jugend statt und abends ein normales Kinoprogramm für die Erwachsenen. Mit Hilfe dieser Wanderkinos erreichte die nationalsozialistische Filmpropaganda in erheblichem Umfange auch solche Zuschauer, die bis dahin noch nie Gelegenheit gehabt hatten, ein Kino zu besuchen.
Durch den Rückgang der Arbeitslosigkeit und die damit verbundene Verbesserung des Lebensstandards stieg der Kinobesuch im Deutschen Reich von Jahr zu Jahr: 1939 wurden 624 Millionen Kinokarten verkauft, 1944 waren es 1,1 Milliarden. Von den USA abgesehen, hatte kein Land der Erde mehr Kinositzplätze als Deutschland. Während Schulen und Theater ihre Tore schlossen, wurde der Kinobetrieb trotz schwierigster Bedingungen bis zum Kriegsende aufrechterhalten. In Berlin z. B. wurden noch 1944 Flak-Truppen zum Schutz von Kinos abgestellt. Sogar der Umbau von Kinos in Hospitäler und Lazarette, der durch die massiv ansteigende Anzahl von Kriegsverletzten infolge der zunehmenden alliierten Luftangriffe gegen das Reichsgebiet dringend erforderlich gewesen wäre, wurde von politischen Entscheidungsträgern oftmals verhindert. Ab 1. September herrschte für sämtliche Theater Spielverbot. Die Kinos durften jedoch weiterbespielt werden. Daraus resultierte, dass manche Theater vorübergehend zu Kinos umfunktioniert wurden. Die Wiener Volksoper war ab 6. Oktober für mehrere Monate das zweitgrößte Kino der Stadt.

## Nationalsozialistische Filmpropaganda
Offen wurde die nationalsozialistische Ideologie in den nichtfiktionalen Genres propagiert: in den Wochenschauen, in Unterrichts-, Kultur- und Dokumentarfilmen. Die Deutsche Wochenschau wurde von einer Unterabteilung der Abteilung Film im Reichspropagandaministerium produziert und von Goebbels in jeder Phase der Herstellung überwacht. Bis zum Winter 1942/43 übernahm Hitler die Kontrolle oft sogar selbst. Unterrichtsfilme, die an Universitäten und Schulen eingesetzt wurden, dienten in vielen Fällen der direkten Verbreitung zentraler Elemente der nationalsozialistischen Ideologie wie Sozialdarwinismus, Rassenlehre und Antisemitismus. Kulturfilme, die in den Kinos ein breites Publikum fanden, erfüllten häufig denselben Zweck. Hier kamen auch solche Themen zur Sprache, die im Spielfilm normalerweise nicht behandelt wurden.
So wurde dem Thema „Euthanasie“ bzw. „Tötung Behinderter“ nur ein einziger Spielfilm (Ich klage an, 1941) gewidmet, es gab jedoch eine ganze Reihe von nichtfiktionalen Filmen (z. B. Das Erbe (1935), Erbkrank (1936), Opfer der Vergangenheit (1937), Alles Leben ist Kampf (1937), Was du ererbt (1939)).
Anders als in der Sowjetunion, wo die Spielfilmregisseure darum wetteiferten, dem Diktator Stalin ein Denkmal zu errichten, wurde im Reich kein einziger Spielfilm über die Person des Diktators Hitler produziert. Nachdem sich die Filmindustrie 1933 beim neuen Regime in vorauseilendem Gehorsam mit drei hastig abgedrehten NSDAP-Spielfilmen (S.A. Mann Brand, Hitlerjunge Quex, Hans Westmar) angedient hatte, wurden solche Filme später nur noch vereinzelt hergestellt. Breiten Raum zur Selbstdarstellung fand die NSDAP hingegen in den Wochenschauen und in Dokumentarfilmen wie Der Marsch zum Führer und Leni Riefenstahls Parteitagsfilmen Der Sieg des Glaubens (1933) und Triumph des Willens (1935). Unter den Filmen, die im In- und Ausland für das nationalsozialistische Deutschland werben sollten, war der im Staatsauftrag produzierte und ebenfalls von Leni Riefenstahl inszenierte zweiteilige Film Olympia anlässlich der Olympischen Sommerspiele 1936 in Berlin das erfolgreichste Beispiel. Eine Reihe von biografischen Spielfilmen, die thematisch unter der Überschrift „Große Deutsche“ zusammengefasst werden können, erfüllten jedoch dieselbe Funktion, z. B. Das unsterbliche Herz, Robert Koch, der Bekämpfer des Todes (beide 1939), Friedrich Schiller – Triumph eines Genies (1940), Friedemann Bach (1941), Andreas Schlüter (1942) und Der unendliche Weg (1943). Mit Porträts wie Das große Eis. Alfred Wegeners letzte Fahrt (1936), Joseph Thorak – Werkstatt und Werk (1943) und Arno Breker – Harte Zeit, starke Kunst (1944) griff auch der Kulturfilm das Motiv bereitwillig auf.
Die Zahl der Spielfilme mit eindeutig antisemitischem Sprachgebrauch oder Inhalt ist relativ klein; unverhüllten Antisemitismus propagierten die Filme Die Rothschilds und  Jud Süß (beide 1940). Wiederum waren es die nichtfiktionalen Genres, in denen die antisemitische Propaganda ihr eigentliches Forum fand, z. B. in Der ewige Jude (1940), aber auch in weniger bekannten Dokumentarfilmen wie Juden ohne Maske (1937), Juden, Läuse, Wanzen (1941) und Aus Lodz wird Litzmannstadt (1941/42). Obwohl diese Filme bis zum Äußersten gingen und sensible Zuschauer leicht erraten konnten, auf welche Maßnahmen diese Propaganda letztlich hinauslief, sucht man nach expliziten Hinweisen auf den bevorstehenden Massenmord in diesen Filmen vergeblich. Im Gegenteil, mit Filmen wie Theresienstadt. Ein Dokumentarfilm aus dem jüdischen Siedlungsgebiet (1945) lenkten die Filmemacher von der politischen Realität noch ab, als Millionen von Juden bereits deportiert oder ermordet waren. Wochenschauaufnahmen, die die unsäglichen Lebensbedingungen im Warschauer Ghetto kurz vor der Deportation der Bewohner in die Vernichtungslager zeigten, wurden zurückgehalten.
Andere dunkle Konzepte der nationalsozialistischen Ideologie, wie der Germanenkult oder das Blut-und-Boden-Motiv, fanden ihren filmischen Niederschlag fast ausschließlich in den nichtfiktionalen Genres, z. B. in Hanns Springers Filmepos Ewiger Wald (1936). Ähnliches gilt für das emotional hochbesetzte Thema des überseeischen Kolonialismus bzw. der ehemaligen deutschen Kolonien (von den 1880er Jahren bis 1918), womit sich nur wenige Spielfilme (Die Reiter von Deutsch-Ostafrika, 1934; Ohm Krüger, 1941; Carl Peters, 1941), aber viele Kulturfilme beschäftigten, z. B. Unser Kamerun (1936/37), Der Weg in die Welt (1938) und Sehnsucht nach Afrika (1938).
Den bequemsten, am wenigsten auffälligen Einzug in die Spielfilmlandschaft hatte die nationalsozialistische Kriegspropaganda, da das Kriegsfilmgenre beim Publikum noch aus der Zeit des Ersten Weltkrieges gut eingeführt war. Allerdings wurden kriegskritische Filme wie die nicht lange vor der Machtergreifung der Nationalsozialisten international erfolgreichen Produktionen Westfront 1918 von G. W. Pabst oder die Oscar-prämierte amerikanische Verfilmung des Remarque-Klassikers Im Westen nichts Neues verboten. Bei Letzterem konnte Goebbels ein zeitweiliges Verbot der Aufführung bereits vor der Machtergreifung Hitlers noch während der Weimarer Republik durchsetzen. 3 % der NS-Spielfilme waren Kriegsfilme (33 Filme), darunter viele hoch prädikatisierte Filme wie Der alte und der junge König (1935), Patrioten, Urlaub auf Ehrenwort (beide 1937), Pour le Mérite (1938), Kampfgeschwader Lützow (1939), Der große König (1940/42) und der Durchhaltefilm Kolberg (1943/45). Die schärfste Kriegshetze fand sich jedoch wiederum in Dokumentarfilmen wie Der Westwall (1939), Feuertaufe (1939/40) und Feldzug in Polen (1940).
Die politische Propaganda im nationalsozialistischen Spielfilm konzentrierte sich weitgehend auf die Themen Opfer, Gefolgschaft, Verherrlichung des Deutschtums, Kriegswerbung und Feindbilder (Engländer, Kommunisten, Juden). Über den genauen Anteil der Propagandafilme an der gesamten Spielfilmproduktion besteht wenig Einigkeit. Von der nationalsozialistischen Filmprüfstelle erhielten 7 % aller vorgelegten Spielfilme das Prädikat „staatspolitisch wertvoll“ oder „staatspolitisch besonders wertvoll“; am höchsten ausgezeichnet wurden die Filme Ohm Krüger, Heimkehr, der Bismarck-Film Die Entlassung und zwei Filme von Veit Harlan: der Fridericus-Rex-Film Der große König und der im Staatsauftrag produzierte Durchhaltefilm Kolberg.

## Unterhaltungsfilm
In den Kurz- und Spielfilmen lassen sich politisch-propagandistische Inhalte grundsätzlich seltener nachweisen als in den nichtfiktionalen Genres. Der Filmhistoriker Gerd Albrecht, der in den späten 1960er Jahren die erste umfangreiche Datenerhebung zum NS-Spielfilm durchführte, bezifferte den Anteil der Propagandafilme an der gesamten Spielfilmproduktion auf 14,1 %. Wenn man ein vollständigeres Sample zugrunde legt, als Albrecht zur Verfügung stand – z. B. hat er keine internationalen Koproduktionen berücksichtigt –, beträgt der Anteil der Propagandafilme sogar nur 12,7 %.
Die größte Gruppe innerhalb der Spielfilmproduktion der NS-Zeit bilden die heiteren Filme. 569 Filme – das sind 47,2 % der Gesamtproduktion – lassen sich als Komödie, Verwechslungslustspiel, Schwank, Groteske, Satire oder Ähnliches einstufen. Dass die Zugehörigkeit zum heiteren Genre nicht immer ideologische Unbedenklichkeit garantiert, zeigen etwa die zeitgenössischen Militärkomödien (z. B. Soldaten – Kameraden, 1936), aber auch Lustspiele wie Robert und Bertram (1939) und Venus vor Gericht (1941), in denen starke antisemitische Momente vorhanden sind. In der Mehrzahl der heiteren Filme, für die Die Feuerzangenbowle das bekannteste und noch heute populärste Beispiel bildet, finden sich jedoch kaum Hinweise auf nationalsozialistische Propaganda.
Die zweite große Gruppe bilden Filme, die vor allem an ein weibliches Publikum adressiert sind. 508 NS-Spielfilme (42,2 %) sind Liebes- oder Ehefilme bzw. lassen sich einem der verwandten Genres – wie Frauenfilm, psychologischer Film, Sittenfilm, Arztfilm, Schicksalsfilm, Jungmädchenfilm usw. – zuordnen. Auch in dieser Gruppe gibt es Filme, die eine hochbrisante Mischung aus Propaganda und Unterhaltung boten: z. B. Annemarie (1936), Wunschkonzert (1940), Auf Wiedersehn, Franziska (1941) und Die große Liebe (1942). Wunschkonzert und Die große Liebe waren sogar die kommerziell erfolgreichsten Filme der gesamten NS-Zeit. Diesen offensichtlich mit NS-Ideologie angereicherten Filmen stand jedoch wiederum eine Vielzahl von weitgehend unauffälligen Filmen gegenüber, die – wie Der Schritt vom Wege (1939) oder Romanze in Moll (1943) – noch heute ihr Publikum finden.
Die Tatsache, dass in der Mehrzahl der NS-Spielfilme offene NS-Propaganda kaum nachzuweisen ist, hat Filmhistoriker und Filmsoziologen immer wieder herausgefordert, in den Unterhaltungsfilmen der Zeit nach Spuren subtiler und verborgener Propaganda zu forschen. Auch den gesellschaftlichen Grundaussagen dieser Filme – z. B. dem Frauenbild – ist besondere Aufmerksamkeit geschenkt worden. Der Erkenntnisgewinn aus diesen Untersuchungen ist insgesamt jedoch gering, denn das Menschenbild der NS-Spielfilme stimmt mit den Vorgaben der nationalsozialistischen Ideologie nur selten eng überein. Die meisten der Hauptfiguren entsprechen dem Typus des Durchschnittsmenschen, der mit den zu Gebote stehenden Mitteln um sein kleines persönliches Glück kämpft und dabei durchaus modernen Werten huldigt. Obwohl in Einzelfällen Frauen als aufopferungsvolle Mütter einer vielköpfigen Kinderschar gezeigt werden (z. B. in Mutterliebe, 1939), ist die Mehrzahl der weiblichen Hauptfiguren kinderlos und berufstätig. Unter den männlichen Hauptfiguren bilden nicht Soldaten und Helden, sondern ganz alltägliche Zivilisten die wichtigste Gruppe, besonders solche Männer, die als Liebhaber zwar etwas ungeschickt und hölzern, dafür jedoch durch und durch nett und verlässlich sind. Eine Idealisierung der Filmfiguren im Sinne des nationalsozialistischen Menschenbildes hätte dem Publikum die Möglichkeit der Identifikation und dem Medium die Attraktivität geraubt.
Der hohe Anteil der scheinbar unpolitischen Spielfilme ist nur dann überraschend, wenn man nicht in Rechnung stellt, dass Spielfilme im Kino immer mit einem Beiprogramm aus Wochenschau und Dokumentarfilm gezeigt wurden. Bei alledem sorgten die Unterhaltungsfilme mit ihrer Illusion einer heilen Welt mit Happy End auch in scheinbar aussichtslosen Situationen in den letzten Kriegsjahren für eine gewünschte Zerstreuung und Ablenkung von der immer deutlicher werdenden Alltagsrealität des Krieges. Vor der Situation der Zeit waren diese Filme oft einer subtilen Form der Durchhaltepropaganda geschuldet.
Gute Laune sollten auch die Musikfilme verbreiten. Genau beziffern lässt sich diese Gruppe nicht. Zwar können 194 Filme (16,1 %) eindeutig einem musikalischen Genre – wie Musikfilm, Operette, Sängerfilm oder Revuefilm – zugeordnet werden, die Zahl der Filme, in denen gesungen oder getanzt wird oder mit denen ein neuer Schlager herausgebracht werden sollte, ist jedoch beträchtlich höher. Selbst einschlägige Propagandafilme wie Jud Süß (1940), Ohm Krüger (1941) oder Kolberg (1943/45) hatten ihre musikalischen „Ohrwürmer“.
Wenn Liebes- und Ehefilme auf der Skala der Filmgenres den weiblichen Pol markieren, so findet man am „männlichen“ Ende die aktionsbetonten Genres. 333 NS-Spielfilme (27,6 %) sind Abenteuer-, Kriminal-, Kriegs-, Spionage- oder Sensationsfilme. Der Anteil der Propagandafilme ist in dieser Gruppe auffällig hoch, es sind 75 Einzelfilme, also fast ein Viertel aller vornehmlich für ein männliches Publikum produzierten Spielfilme. Am stärksten belastet sind die Kriegs- und Spionagefilme. Kriminalfilme dienen in Einzelfällen (z. B. Im Namen des Volkes, 1939) propagandistischen Zwecken und suchen die Ursache für Verbrechen grundsätzlich eher in der charakterlichen Veranlagung der Täter als in ihrer sozialen Situation; diese Dramaturgie ist jedoch keine Besonderheit des NS-Kinos; in den Kriminalfilmen der präfaschistischen und der Nachkriegszeit findet man sie ebenso. Am niedrigsten ist der Anteil der Propagandafilme bei den Abenteuer- und Sensationsfilmen, in denen die eskapistischen Momente überwiegen und deren Protagonisten – z. B. Hans Albers, Harry Piel und Luis Trenker – zu den populärsten männlichen Stars des NS-Kinos zählten.
Eine vierte große Gruppe von Unterhaltungsfilmen wird durch die Heimatfilme begründet, die in den 1950er Jahren angesichts von mehr als 14 Millionen Vertriebenen zwar zusätzliche emotionale Bedeutung erlangten, als Genre jedoch keine Neuigkeit waren. 179 NS-Spielfilme (14,8 %) sind im Hochgebirgs- oder Dorfmilieu angesiedelt, darunter klassische Heimatfilme wie Der Jäger von Fall (1936), Der Edelweißkönig (1938) und Die Geierwally (1940). Fast 90 % dieser Filme weisen keine offene Propaganda auf.
Eine Sondergruppe stellen die Filmbiografien und Historienfilme dar, die an der Spielfilmproduktion der NS-Zeit einen Anteil von 5,9 % haben. Auffällig viele dieser Filme besitzen politisch-propagandistischen Charakter; fast alle der 19 Historienfilme, von denen viele den preußischen Königshof zum Schauplatz haben, nutzen die Gelegenheit zu einer Geschichtslektion im Sinne der nationalsozialistischen Ideologie. Von den 52 Filmbiografien enthält fast jede zweite propagandistische Elemente, bilden die Helden dieser Filme in ihrer Gesamtheit doch sozusagen eine „Hall of Fame“ von – in den Augen der nationalsozialistischen Machthaber – herausragenden Deutschen. Obwohl Filmbiografien und Historienfilme von den Nationalsozialisten besonders häufig als Propagandamedium genutzt worden sind, sind sie andererseits keine Erfindung des NS-Kinos, sondern Teil einer langen Tradition des Genres, die bereits vor dem Ersten Weltkrieg einsetzt, weit in die Geschichte des Nachkriegsfilms hinein reicht und keineswegs auf Deutschland beschränkt war.
(Die Zahlen in diesem Abschnitt summieren sich zu mehr als 100 % auf, weil die meisten Filme mehreren Genres gleichzeitig angehören.)

## Starsystem und Medienverbund
Im Deutschen Reich hatte es vor 1933 zwar Filmstars gegeben, das Starsystem jedoch steckte – vor allem im Vergleich zu Hollywood – noch in den Kinderschuhen. Um das Image des Hitler-Reiches aufzubessern, trieb Goebbels die Entwicklung des Starsystems massiv voran. Dies gelang nicht auf Anhieb, da viele Filmgrößen nicht bereit waren, sich der Diktatur zur Verfügung zu stellen. Marlene Dietrich hatte das Reich ebenso verlassen wie die erfolgreichen Regisseure Ernst Lubitsch, Georg Wilhelm Pabst, Fritz Lang und Billy Wilder. Sowohl Marlene Dietrich, die das NS-Regime offen ablehnte, als auch die im Reich ebenfalls erfolgreiche Schwedin Greta Garbo ließen sich trotz verlockender Angebote von Joseph Goebbels nicht als Galionsfiguren vorspannen. Andere, wie Heinrich George oder Gustaf Gründgens, die der Hitler-Diktatur anfangs ebenfalls unverhohlen kritisch gegenübergestanden hatten, ließen sich schließlich doch auf eine Zusammenarbeit ein.
Wieder andere Stars wurden neu aufgebaut. Eines der bekanntesten Beispiele dafür ist die Schwedin Zarah Leander, die 1937 von der Ufa verpflichtet wurde und sich innerhalb weniger Jahre zur prominentesten und bestbezahlten Filmschauspielerin in Deutschland entwickelte. Den Werbefeldzug für Zarah Leander führte die Pressestelle der Ufa. Ihre früheren, in Schweden produzierten Filme wurden verschwiegen; es wurde gleich auf ihren Nimbus als Gesangsstar gesetzt. Die Presse wurde durch vorverfasste Personenbeschreibungen darüber informiert, wie der neue Star zu präsentieren sei. Zarah Leander wurde detailliert angewiesen, wie sie in der Öffentlichkeit aufzutreten habe.
Spielfilme dienten sehr oft auch als Werbemaßnahmen für neue Schlager. Nicht nur Zarah Leander, auch andere populäre Filmstars – wie Hans Albers, Marika Rökk, Johannes Heesters, Ilse Werner, sogar Heinz Rühmann – bescherten der Schallplattenindustrie Rekordumsätze. Die Filmstars nahmen durch Platteneinspielungen oft mehr Geld ein als mit ihren Filmgagen. Manche Schlager – wie Ich weiß, es wird einmal ein Wunder gescheh’n und Davon geht die Welt nicht unter (beide von Zarah Leander 1942 in Die große Liebe gesungen) – wurden gezielt in Umlauf gebracht, da sie neben ihrer sentimentalen Bedeutung auch einen politischen Subtext besaßen, der als Slogan im Sinne der nationalsozialistischen Durchhaltepolitik genutzt wurde. Filmstars waren im Alltagsleben nicht nur durch Film und Schallplatte, sondern auch im Hörfunkprogramm des Großdeutschen Rundfunks allgegenwärtig. Sogar im Programm des Fernsehsenders Paul Nipkow, der im Großraum Berlin seit 1936 ein regelmäßiges Programm ausstrahlte, hatten Filme und Filmstars ihren festen Platz. Darüber hinaus schloss der Medienverbund auch Printmedien wie Künstlerpostkarten, die überaus populären Zigarettensammelbilder und den täglich erscheinenden Illustrierten Filmkurier ein, der in vielen Haushalten die Tageszeitung ganz ersetzte. Wie untrennbar das NS-Kino mit anderen Medien verwoben war, zeigt z. B. der Erfolgsfilm Wunschkonzert, in dessen Mittelpunkt eine reale Berliner Schlagerveranstaltung steht, die während des Krieges allwöchentlich im Hörfunk übertragen wurde.
Ein Novum in der Selbstdarstellung von Politik war, dass hochrangige Politiker wie Hitler, Goebbels und Göring sich in der Öffentlichkeit mit Filmstars präsentierten. Besonders die weiblichen Stars sollten dem männerbündischen Charakter der nationalsozialistischen Veranstaltungen Glamour verleihen. Zu Hitlers bevorzugten Tischdamen gehörten Olga Tschechowa und Lil Dagover. Hermann Göring heiratete 1935 die beliebte Schauspielerin Emmy Sonnemann. Auch über Joseph Goebbels’ Beziehungen zu prominenten Filmschauspielerinnen sind zahlreiche Einzelheiten überliefert.
Die persönliche Nähe zur politischen Führung bestimmte oftmals darüber, ob Karrieren gefördert oder gebremst wurden. Renate Müller zum Beispiel machte sich Goebbels zum persönlichen Feind. Es gab Listen, die darüber entschieden, wie häufig ein Darsteller eingesetzt wurde. Es gab fünf Kategorien. Diese reichten von „Unter allen Umständen ohne Vakanz zu besetzen“ (z. B. Zarah Leander, Lil Dagover, Heinz Rühmann) bis zu „Einsatz unter keinen Umständen mehr erwünscht“.
Wie wichtig die Filmstars für das Image des nationalsozialistischen Regimes waren, wird auch daraus ersichtlich, dass Hitler 1938 Steuererleichterungen für prominente Künstler (Filmschauspieler und Regisseure) erließ, die von da an 40 % ihrer Einnahmen als Werbekosten absetzen konnten.
Der Krieg bewirkte eine Profanierung des Images der Stars. Sie traten im Rahmen der Truppenbetreuung auf kleinen Frontbühnen auf und sammelten auf der Straße fürs Winterhilfswerk. Obwohl die meisten männlichen Filmstars unabkömmlich gestellt waren, gab es auch Schauspieler wie z. B. Heinz Rühmann, die – von Drehteams der Wochenschau begleitet – an militärischen Lehrgängen teilnahmen. An die Front geschickt wurden Filmkünstler nur, wenn sie sich missliebig gemacht hatten.

## Personalpolitik
Jede Tätigkeit in den Bereichen Filmproduktion, Verleih und Kino war seit 1933 an die Mitgliedschaft in der Reichsfachschaft Film der Reichsfilmkammer gebunden. Diese Behörde diente neben der Kontrolle der in der Filmindustrie Tätigen vor allem dem Ausschluss unerwünschter Personen. In einem Fragebogen mussten die Bewerber Angaben nicht nur zu ihrer politischen Vorgeschichte (z. B. Parteimitgliedschaften), sondern auch zu ihrer „rassischen Abstammung und Religion“ – einschließlich der ihrer Ehepartner, Eltern und Großeltern – machen. Die Angabe „jüdisch“ bzw. ein vorausgegangenes Engagement in einer linken Partei oder Organisation führte fast immer zur Ablehnung des Bewerbers. Die Nichtaufnahme in die Reichsfachschaft Film bzw. der Ausschluss aus ihr kam einem Berufsverbot gleich. Es wird geschätzt, dass die Zahl der auf diese Weise arbeitslos gewordenen Personen mehr als 3000 betrug. Viele davon gingen ins Ausland, andere wurden verhaftet oder deportiert. Bei sehr populären Künstlern wurde in Einzelfällen eine Sondergenehmigung erteilt. Die Weiterarbeit ermöglichte Goebbels etwa den Regisseuren Kurt Bernhardt und Reinhold Schünzel, dem Schauspieler Horst Caspar und dem Sänger Jan Kiepura. Wegen ihrer „Mischehen“ waren auch die Schauspieler Paul Bildt, Karl Etlinger, Paul Henckels, Wolfgang Kühne, Theo Lingen, Hans Moser, Heinz Rühmann, Wolf Trutz und Erich Ziegel und der Regisseur Frank Wysbar auf eine Sondererlaubnis angewiesen. Bei Gustaf Gründgens wurde über dessen Homosexualität und sozialistische Vergangenheit ebenso hinweggesehen wie über Heinrich Georges frühere KPD-Mitgliedschaft.
Manche Regisseure, die politisch bisher nicht eingeordnet werden konnten oder deren bisherige Filme zwar von nationalsozialistischen Vorstellungen abwichen, aber künstlerisch und kommerziell sehr erfolgreich waren, wurden zu einem filmischen „Treuebekenntnis“ aufgefordert. Hierbei wurden die Regisseure zur Inszenierung eines in jeder Hinsicht der nationalsozialistischen Ideologie entsprechenden Filmes aufgefordert, oder es wurde ihnen unmissverständlich nahegelegt, solch einen Film herzustellen. Erfüllten die Regisseure ihre „Aufgabe“, konnten sie ihre Karriere im Reich bis auf weiteres fortsetzen. Weigerten sie sich, so war ihre Karriere vorbei, und es folgte häufig die Einberufung an die Front. So geschehen bei Werner Hochbaum, der Drei Unteroffiziere, ein Loblied auf soldatische Pflichterfüllung, inszenieren sollte, den Film aber mit kritischen Untertönen unterlegte. Auch Peter Pewas ereilte dieses Schicksal. Carl Junghans wiederum weigerte sich auf andere Weise, einen „linientreuen“ Film herzustellen. Bei Einreichung von Altes Herz geht auf die Reise (1938) wurde ihm ein NS-Propagandist zur Seite gestellt, der das Drehbuch entsprechend überarbeitete, woraufhin Junghans die Drehgenehmigung erteilt wurde. Junghans wagte dennoch mit der Originalversion des Drehbuchs zu arbeiten, was bei der internen Uraufführung auch durchschaut wurde. Er floh daraufhin umgehend über die Schweiz in die Vereinigten Staaten. Ein letzter Ausweg für Filmschaffende, die nicht mit dem Nationalsozialismus kooperieren wollten, war die Einstellung oder Einschränkung der Tätigkeit beim Film. Dies erforderte zumeist das Abtauchen in den Untergrund, um auch der Einberufung zum Kriegsdienst zu entgehen, was natürlich eine anstrengende und riskante Methode war. Der gefragten Kostümdesignerin Gerdago gelang es, so den Nationalsozialisten zu entkommen.
Andere Künstler traf die Politik in ihrer ganzen Wucht. Joachim Gottschalk z. B. beging 1941 mit seiner ganzen Familie Selbstmord, weil seine Frau, die Schauspielerin Meta Wolff, ins Konzentrationslager deportiert werden sollte. Ein ähnliches Schicksal erlitten der Drehbuchautor Walter Supper und seine Frau. Um einer angekündigten Deportation zuvorzukommen, gingen auch zwei weitere Schauspieler – Paul Otto und Hans Henninger – in den Freitod; Ersterer wurde als Jude verfolgt, Letzterer wegen seiner Homosexualität. Der Schauspieler Theodor Danegger und der Schlagertexter Bruno Balz saßen wegen «homosexueller Handlungen» zeitweilig in Haft.
Im KZ oder auf der Deportation dorthin starben die Schauspieler Ernst Arndt, Eugen Burg, Max Ehrlich, Kurt Gerron, Fritz Grünbaum, Kurt Lilien, Paul Morgan und Otto Wallburg und der Regisseur Hans Behrendt. Hingerichtet bzw. von Nationalsozialisten ermordet wurden die Schauspieler Horst Birr, Robert Dorsay, Hans Meyer-Hanno und Hans Otto.
Auf der anderen Seite wurden politisch linientreue Künstler gelegentlich mit hohen Posten in der Filmbürokratie belohnt. Zu höchsten Ehren gelangte auf diese Weise z. B. der Regisseur Carl Froelich, der seit 1937 den Kunstausschuss der Ufa leitete und seit 1939 als Präsident der Reichsfilmkammer vorstand. Der Schauspieler und Regisseur Wolfgang Liebeneiner durfte nicht nur die Reichsfachschaft Film, sondern auch die künstlerische Fakultät der Deutschen Filmakademie Babelsberg leiten. Auch die Regisseure Fritz Hippler und Willi Krause und der Schauspieler Carl Auen übten hohe Ämter aus. Andere, wie der Regisseur Karl Ritter und die Schauspieler Eugen Klöpfer, Paul Hartmann und Mathias Wieman, wurden in den Aufsichtsrat der Ufa berufen. Heinrich George, Gustaf Gründgens, Karl Hartl, Heinz Rühmann und andere nahmen in der Filmindustrie als Herstellungsleiter zeitweilig einflussreiche Positionen ein. Wenn die Zahl der vakanten Posten nicht ausreichte, konnte – wie im Falle von Veit Harlan – auch ein Professorentitel verliehen werden.
Viele Propagandafilme wurden als Staatsauftragsfilme produziert, und Joseph Goebbels hat sich in praktische Produktionsfragen wie z. B. die Rollenbesetzung häufig direkt eingeschaltet. Welchem Druck Filmregisseure in der NS-Zeit wirklich ausgesetzt waren, ist unter Filmhistorikern heute jedoch umstritten. Neben politisch angepassten oder eindeutig für den Nationalsozialismus eintretenden Regisseuren, die – wie Fritz Peter Buch, Carl Froelich, Wolfgang Liebeneiner, Herbert Maisch, Johannes Meyer, Heinz Paul, Karl Ritter, Hans Steinhoff, Gustav Ucicky und Veit Harlan – bereitwillig immer wieder Propagandafilme inszeniert haben, gab es auch solche, die gar keine Propagandafilme gedreht haben, darunter z. B. Boleslaw Barlog, Harald Braun, Erich Engel, Willi Forst, Carl Hoffmann, Theo Lingen, Karl Heinz Martin, Harry Piel, Reinhold Schünzel und Detlef Sierck. Obwohl die meisten NS-Spielfilme auf künstlerische Experimente und Innovationen vollständig verzichteten, gingen manche Regisseure – wie Géza von Bolváry, Erich Engel, Arnold Fanck, Gustaf Gründgens, Rolf Hansen, Wolfgang Liebeneiner, Arthur Maria Rabenalt, Detlef Sierck, Herbert Selpin, Hans Steinhoff, Gustav Ucicky, Viktor Tourjansky, Paul Verhoeven und Frank Wysbar – wiederholt doch über das Mittelmaß hinaus. Wie die künstlerisch überaus interessanten Filme von Helmut Käutner beweisen, hatten Regisseure auch innerhalb der engen Vorgaben der NS-Filmpolitik weitaus mehr Freiheit, als die meisten Zeitgenossen in Anspruch zu nehmen gewagt haben.

## Expansion der Filmindustrie
Mit der Expansion des Reiches erlangte die Reichsfilmindustrie neue Absatzmärkte. Die Produktionseinrichtungen der besetzten Länder wurden, wo immer es lohnend erschien, geraubt und reichsdeutschen Unternehmen einverleibt; einheimische Künstler wurden vielfach zwangsverpflichtet und in den Dienst der großdeutschen Propaganda gestellt.
Noch vor dem Anschluss 1938 wurde Österreich das erste Land in Europa, dessen Filmindustrie, die stark vom Export nach Deutschland abhängig war, unter den direkten Einfluss der Politik Hitlers geriet. Von Beginn an setzte das nationalsozialistische Regime das austrofaschistische Regime in Österreich unter Druck, im Reich missliebige Personen, von denen etliche 1933 nach der Machtübernahme Hitlers in Deutschland nach Österreich geflohen waren, von der Mitarbeit am Film abzuhalten bzw. verweigerte bereits ab 1934 entsprechenden Filmen die Einfuhr. Mit mehrheitlicher Übernahme der Wiener Sascha-Film durch die im Besitz der nationalsozialistischen Cautio Treuhand befindliche Tobis im Jahre 1934 hatte Deutschland ein weiteres Mittel zur Einflussnahme auf das Filmschaffen in Österreich in der Hand. Als stärkstes Druckmittel wurde die Androhung eines totalen Importverbotes eingesetzt. Als Folge davon wurden am 20. April 1936 die Bestimmungen des deutschen Reichslichtspielgesetzes (inhaltliche Zensur, Ausschluss jüdischer Mitwirkender) fast eins zu eins auf den Film aus Österreich umgelegt. Die Reichsfilmkulturkammer unterzeichnete mit dem Bund österreichischer Filmproduzenten in Berlin einen dementsprechenden Vertrag.
Die größte österreichische Filmproduktionsgesellschaft, die Wiener Tobis-Sascha Filmindustrie AG, die daher bereits vor 1938 keine jüdischen Künstler mehr beschäftigte, wurde als Wien-Film GmbH neu gegründet. Wien wurde danach neben Berlin und München mit Regisseuren wie Willi Forst, Gustav Ucicky, Hans Thimig, Leopold Hainisch und Géza von Cziffra zu einem Zentrum der nationalsozialistischen Filmproduktion. Vielbeschäftigte Schauspieler waren hier etwa Paula Wessely, Marte Harell, Hans Moser sowie Attila und Paul Hörbiger. Es entstanden rund 50 Spielfilme sowie 60 Kulturfilme. (Siehe auch Geschichte des frühen österreichischen Tonfilms.)
Auf die Heimat Hitlers Österreich folgte die Tschechoslowakei, die am 30. September 1938 zunächst das gesamte von Deutschsprachigen besiedelte Grenzgebiet an das Großdeutsche Reich völkerrechtlich verbindlich abtreten musste und deren verbliebenes Staatsgebiet der Diktator am 15. März 1939 von Wehrmachtstruppen besetzen ließ und den tschechischen Teil zum Protektorat Böhmen und Mähren erklärte. Das tschechische Produktionsunternehmen AB-Filmfabrikations AG mit seinen berühmten Atelieranlagen in Barrandov und Hostivař wurde „arisiert“ und am 21. November 1941 in die Prag-Film AG umgewandelt, die – meist mit einheimischen Regisseuren – von 1942 an als Filiale des Ufi-Konzerns deutsch- und tschechischsprachige Filme produzierte. Nur zwei tschechische Unternehmen – National Film und Lucernafilm – durften weiterarbeiten. Als während des Bombenkrieges Filmaufnahmen im Reich immer schwieriger wurden, wurde Prag für die deutsche Filmproduktion eine unverzichtbare Ausweichadresse.
Die polnische Filmindustrie hörte nach dem Einmarsch der Wehrmacht am 1. September 1939, der Besetzung des Landes und der Einrichtung des Generalgouvernements offiziell auf zu existieren; die Künstler gingen in den Untergrund, die Filmproduktion wurde gänzlich eingestellt. (Siehe auch Polnische Filmgeschichte.)
Am 9. April 1940 besetzte die Wehrmacht auf Befehl Hitlers auch Dänemark, dessen Filmindustrie von der Reichsfilmpolitik weitgehend unberührt blieb. Deutsche Filme wurden vom dänischen Publikum stillschweigend boykottiert. Die Filmwirtschaft des Nachbarlandes Norwegen war zum Zeitpunkt der deutschen Besetzung zu wenig entwickelt, als dass sie bei den Besatzern Interesse hätte erregen können. Die wenigen aktiven norwegischen Filmregisseure konnten fast ungestört weiterarbeiten.
Am 10. Mai 1940 folgte die Besetzung der Benelux-Staaten. In den Niederlanden wurden die drei aktiven Ateliers, die durch die Fluchtwelle aus Nazi-Deutschland bis dahin geblüht hatten, der Ufa einverleibt, die keine holländischen Filme drehte und die Einrichtungen für eigene Zwecke nutzte. Viele niederländische Regisseure verließen das Land. Die belgische Filmindustrie war trotz ihrer bedeutenden Dokumentarfilmschule ebenso wie die norwegische zu wenig entwickelt, um bei den Besatzern Begehrlichkeiten zu wecken. Die Weiterarbeit der Filmleute wurde weitgehend toleriert.
Frankreich zerfiel nach der militärischen Niederlage und dem Waffenstillstand von Compiègne am 22. Juni 1940 in einen besetzten Teil und den unbesetzt gebliebenen Marionettenstaat von Vichy. In Vichy-Frankreich wurde die Industrie zwar nach dem Muster des faschistischen Italien reorganisiert, die südfranzösische Filmindustrie mit ihrem Hauptstandort Nizza konnte ihre Arbeit jedoch weitgehend uneingeschränkt fortsetzen. In Paris und dem gesamten Norden Frankreichs hingegen regierte das deutsche Militär. Dieser Landesteil wurde mit synchronisierten deutschen Wochenschauen und Spielfilmen überschwemmt. Anfang 1941 wurde die Continental Film gegründet, ein Tochterunternehmen von Ufa und Tobis, das über alle Filmateliers im Großraum Paris verfügte und das bis zur Befreiung des Landes 27 französischsprachige Filme produzierte. (Siehe auch Französische Filmgeschichte.)
Mit der Fortführung des Expansionskrieges 1941 auf das Gebiet der UdSSR erlangte die nationalsozialistische Führung Zugriff auch auf sowjetische Filmproduktionsanlagen, vor allem im lettischen Riga, im estnischen Reval (heute: Tallinn) und im ukrainischen Kiew. Die beschlagnahmten Einrichtungen wurden in den Besitz der im November 1941 gegründeten Zentralfilmgesellschaft Ost überführt, die von Berlin aus die Filmpropaganda in den besetzten sowjetischen Gebieten organisierte. (Siehe auch Russische Filmgeschichte.)

## Umgang mit der NS-Filmpropaganda nach 1945
Nach dem Ende des Zweiten Weltkrieges, dem Tod des Diktators und der Zerschlagung der NS-Diktatur leiteten die alliierten Siegermächte im Rahmen der Entmilitarisierung, Demokratisierung und Entnazifizierung des besetzten Landes verschiedene Programme zur Ausschaltung der noch verbliebenen nationalsozialistischen Ideologie ein. Unter anderem unterzog das Oberkommando der Alliierten alle im Umlauf befindlichen deutschen Filme einer Zensur und stellte dabei 19 % der Spielfilme unter Aufführungsverbot, weil ihre Prüfungskommission sie als NS-Propaganda einstufte.
Gerd Albrecht hat den Anteil der Propagandafilme an der gesamten Spielfilmproduktion auf 14,1 % beziffert. Während der Anteil bis 1939 11 % betrug, stieg er im Zeitraum 1940–42 – also nach Beginn des Zweiten Weltkrieges – auf 24 % an und ging in der zweiten Hälfte des Krieges auf 6 % zurück. Die Erklärungsansätze für den 1942 erfolgten Umschwung in der Filmpolitik konzentrieren sich auf die Vermutung, dass das Publikum inzwischen propagandamüde war und dass ein Kino, das gute Laune verbreitete, unter den Lebensbedingungen des beginnenden Bombenkrieges selbst eine bessere Werbung für das NS-Regime darstellte als jeder Propagandafilm.
Die meisten der von den alliierten Besatzungsbehörden verbotenen Filme erhielten in der 1949 neu gegründeten Bundesrepublik Deutschland eine FSK-Freigabe. Eine kleine Zahl so genannter Vorbehaltsfilme – darunter viele Kriegsfilme und alle antisemitischen Propagandafilme – ist der Öffentlichkeit weiterhin nur eingeschränkt zugänglich.